# Junčje
Junčje je naselje v Občini Ribnica.